# Овчарско-кабларско језеро
Овчарско-кабларско језеро је вештачко проточно језеро на територији града Чачка. Настало је подизањем бетонске бране дужине 45 m и висине 12 m, на Западној Морави, узводно од железничког моста (бивша пруга уског колосека Чачак - Ужице), код Благовештењског тунела. Хидроелектрана изграђена под земљом, пуштена је у погон 1954. године. Дужина језера је око 7 km, а ширина 40-100 m. Спада у мања вештачка језера, јер му је пројектована запремина око 3 милиона m3. Кота максималног успора је 295,20, а минималног је 291 мнм.
Вода овог језера се тунелом одводи до Хидроелектране Овчар Бања. После проласка кроз турбине, вода се бетонским каналом поред насеља Овчар Бања враћа у корито Западне Мораве, одакле почиње језеро Међувршје. 
Због великог засипања наносом, услед изражених ерозивних процеса, запремина језера се смањује, те постаје мање значајно за производњу електричне енергије и потребе туризма.. Језеро је погодно за риболов. и друге активности уприроди. На његовим обалама налази се неколико ресторана, као и сплавова претворених у ресторане.
На Западној Морави су подигнуте четири бране и исто толико вештачких језера. Највеће је Међувршје, које се исто као и Овчарско-кабларско језеро налази у близини Овчар Бање, затим Парменац у близини насеља Парменац, за наводњавање обрадивих површина у околини Чачка, као и језеро у самом центру града, у склопу Спортског центра „Младост“, намењено за купање и рекреацију.